# Ammotrypane setigera
Ammotrypane setigera är en ringmaskart som beskrevs av Hartman 1978. Ammotrypane setigera ingår i släktet Ammotrypane och familjen Opheliidae. Inga underarter finns listade i Catalogue of Life.